# Almond Castle

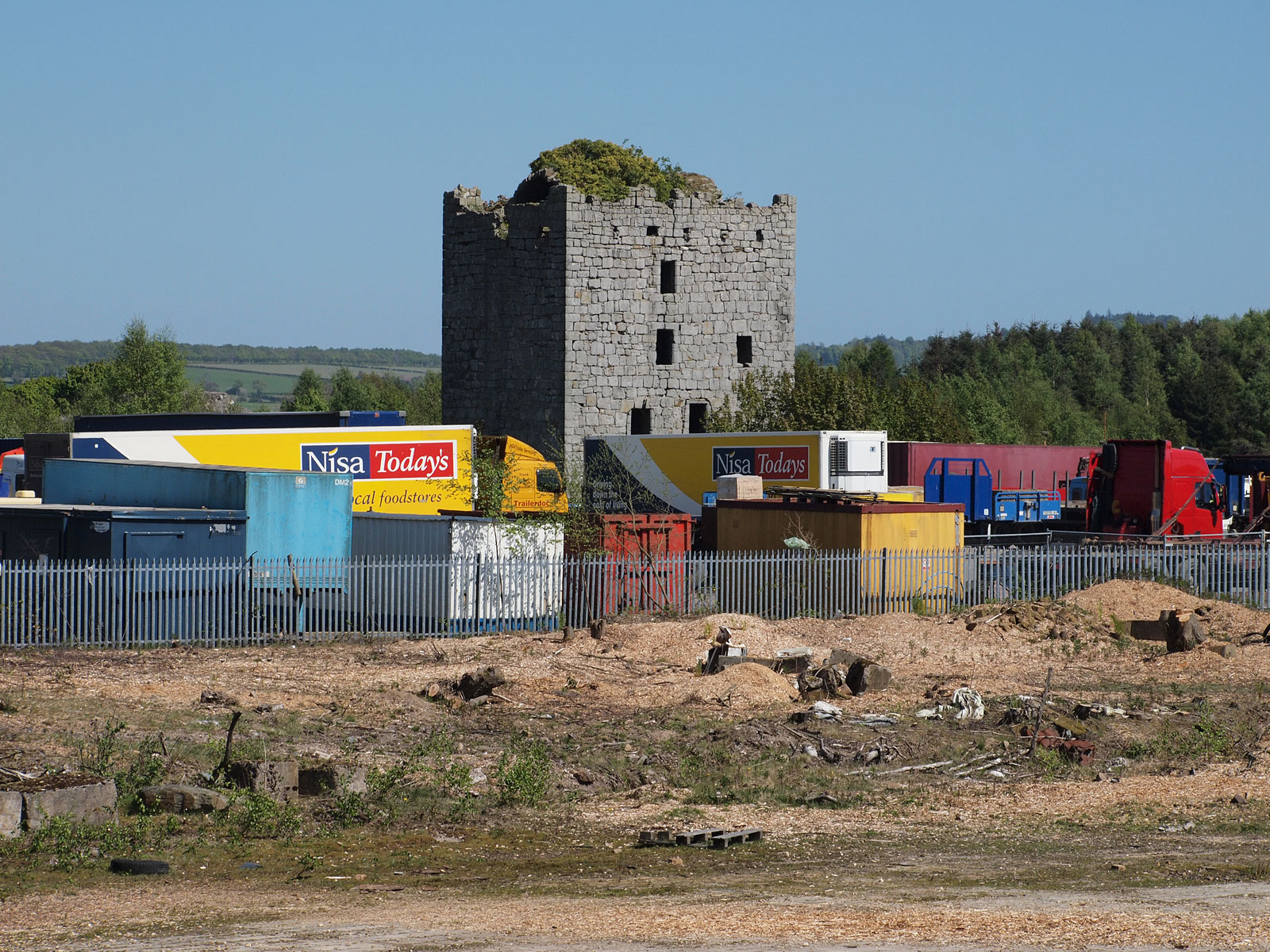
Almond Castle

Almond Castle (auch The Haining oder Haining Castle) ist eine Burgruine fünf Kilometer westlich von Linlithgow und nördlich des Union Canal in der schottischen Council Area Falkirk. Das Gebäude mit L-förmigem Grundriss stammt aus dem 15. Jahrhundert.

## Geschichte
Das Anwesen gehörte ursprünglich dem Clan Crawford, der um 1470 die Burg erbauen ließ. Um 1540 fiel sie durch Heirat an den Clan MacLea, die einen Anbau im Südwesten anfügen ließen. 1586 sorgten sie für einen weiteren Anbau entlang der Südostmauer. Als James Livingstone 1633 zum Baron Livingstone of Almond ernannt wurde, änderte sich der Name der Burg zu Almond from Haining. Nach dem Jakobitenaufstand von 1715 verlor die Familie MacLea (Livingstone) die Burg an die Krone.  In den 1750er-Jahren wurde sie aufgegeben. 1783 wurde die Ruine von der York Buildings Company an William Forbes verkauft.

## Beschreibung
Die Ruine hat einen Gewölbekeller. Der Rittersaal befand sich im Erdgeschoss; in diesem Flügel befindet sich auch eine Küche. Es gibt einen Hof mit einer Mauer und einem Graben, der die Reste der Gebäude aus dem 16. Jahrhundert einschließt. Die Burg hatte vier Vollstockwerke und ein Dachgeschoss. Der Eingang an der langen Südostfassade führt ins Erdgeschoss.
Historic Scotland hatte Almond Castle bis 2015 als historisches Bauwerk, Kategorie B, gelistet. Weiterhin ais Almond Castle als Scheduled Monument denkmalgeschützt.